# Молодцов, Борис Андреевич
Борис Андреевич Молодцов (род. 1926) — советский государственный деятель. Член КПСС. Депутат Совета Союза Верховного Совета СССР 10-11 созывов (1979—1989) от Московской области.

## Биография
Родился 25 ноября 1926 года в Орехово-Зуево, на Новой Стройке в семье рабочих одеяльной фабрики Андрея Яковлевича и БПФ-2 Екатерины Ивановны.
После окончания семилетки работал, учился в техникуме. В 19 лет женился на однокласснице по школе Вале Сояковой, с которой прожил вместе полвека и вырастил двух дочерей.
Когда началась война, в возрасте 15 лет начал работать слесарем. В 1945 году поступил в текстильный техникум. Ещё учась в техникуме, стал депутатом Горсовета, возглавил комиссию по местной промышленности. После окончания техникума был отправлен техноруком на промышленность, там его избрали секретарём парторганизации. Далее: инструктор горкома, секретарь парткома ОКФ, заведующий орготделом горкома, секретарь парткома ХБК, второй секретарь горкома (по промышленности). В дальнейшем закончил заочно экономический факультет, избирался депутатом облсовета.
В 1969 году стал директором ОКФ, затем, с 1973 года — Генерального директора ХБК.
В 1979—1989 годах был депутатом Верховного Совета СССР. В 1988 году ушёл на пенсию с поста Генерального директора ХБК.
Был помощником главы администрации Орехово-Зуево В. А. Кудинова.

## Награды
- 4 ордена
- 5 медалей (в том числе «За оборону Москвы»)
- Почётный гражданин Орехово-Зуево
- Почётный гражданин Московской области (1999)